# Request for Comments
Request for Comments  ou RFC (em português, "pedido de comentários") é um documento técnico publicado pelos  principais órgãos de desenvolvimento técnico e definição de padrões para a Internet, com destaque para a Internet Engineering Task Force (IETF). Escrito por engenheiros e cientistas da computação, o documento pode descrever métodos, comportamentos, pesquisas ou inovações aplicáveis ao funcionamento da Internet e de sistemas conectados à Internet. Submetido a revisão por pares, pode transmitir novos conceitos, informações ou, ocasionalmente, humor de engenharia.
O IETF adota algumas das propostas publicadas na forma de RFCs como padrões da Internet. No entanto, muitos RFCs são de natureza informativa ou experimental e não são padrões. O sistema RFC foi inventado por Steve Crocker em 1969 para ajudar a registrar notas não oficiais sobre o desenvolvimento da ARPANET. Desde então, os RFCs se tornaram documentos oficiais de especificações da Internet, protocolos de comunicação, procedimentos e eventos. De acordo com Crocker, os documentos "formam o funcionamento interno da Internet e têm desempenhado um papel significativo em seu sucesso", mas não são amplamente conhecidos fora da comunidade.
Fora da comunidade da Internet, outros documentos também chamados de solicitações de comentários foram publicados em trabalhos do governo federal dos EUA, como o Administração Nacional de Segurança no Trânsito Rodoviário.

## História
O início do formato RFC ocorreu em 1969 como parte do projeto seminal ARPANET. Hoje, é o canal de publicação oficial da Internet Engineering Task Force (IETF), do Internet Architecture Board (IAB) e, em certa medida, da comunidade global de pesquisadores de redes de computadores em geral.
Os autores das primeiras RFCs datilografaram seus trabalhos e distribuíram cópias impressas entre os pesquisadores da ARPA. Ao contrário das RFCs modernas, muitas das primeiras RFCs eram Solicitações de Comentários reais e foram intituladas como tal para evitar soar muito declarativo e para incentivar a discussão.  O RFC deixa questões em aberto e é escrito em um estilo menos formal. Esse estilo menos formal agora é típico dos documentos do Internet Draft, a etapa precursora antes de ser aprovado como RFC.
Em dezembro de 1969, os pesquisadores começaram a distribuir novas RFCs através da recém-operacional ARPANET. RFC 1, intitulado "Host Software", foi escrito por Steve Crocker da Universidade da Califórnia, Los Angeles (UCLA), e publicado em 7 de abril de 1969. Embora escrito por Steve Crocker, o RFC surgiu de uma discussão inicial do grupo de trabalho entre Steve Crocker, Steve Carr e Jeff Rulifson.
Na RFC 3, que definiu pela primeira vez a série RFC, Crocker começou a atribuir a série RFC ao Network Working Group. Em vez de ser um comitê formal, era uma associação de pesquisadores interessados no projeto ARPANET. Na verdade, incluía qualquer pessoa que quisesse participar das reuniões e discussões sobre o projeto.
Muitas das RFCs subsequentes da década de 1970 também vieram da UCLA, porque a UCLA é uma das primeiras do que foram os processadores de mensagem de interface (IMPs) na ARPANET. O Augmentation Research Center (ARC) do Stanford Research Institute, dirigido por Douglas Engelbart, é outro dos quatro primeiros do que foram nós ARPANET e a fonte dos primeiros RFCs. O ARC tornou-se o primeiro centro de informações de rede (InterNIC), que foi gerenciado por Elizabeth J. Feinler para distribuir as RFCs juntamente com outras informações de rede. De 1969 até 1998, Jon Postel serviu como editor da RFC. Após sua morte em 1998, seu obituário foi publicado como RFC 2468.
Após a expiração do contrato original da ARPANET com o governo federal dos EUA, a Internet Society, agindo em nome do IETF, contratou a Divisão de Redes do University of Southern California (USC) Information Sciences Institute (ISI) para assumir as responsabilidades de editoração e publicação sob a direção do IAB. Sandy Ginoza juntou-se à USC/ISI em 1999 para trabalhar na edição RFC, e Alice Hagens em 2005. Bob Braden assumiu o papel de líder do projeto RFC, enquanto Joyce K. Reynolds continuou a fazer parte da equipe até 13 de outubro de 2006.
Em julho de 2007, fluxos de RFCs foram definidos, para que as tarefas de edição pudessem ser divididas. Os documentos do IETF vieram de grupos de trabalho do IETF ou submissões patrocinadas por um diretor de área do IETF do Internet Engineering Steering Group. O IAB pode publicar seus próprios documentos. Um fluxo de pesquisa de documentos vem da Internet Research Task Force (IRTF), e um fluxo independente de outras fontes externas.  Um novo modelo foi proposto em 2008, refinado e publicado em agosto de 2009, dividindo a tarefa em várias funções, incluindo o RFC Series Advisory Group (RSAG). O modelo foi atualizado em 2012.  Os streamings também foram refinados em dezembro de 2009, com padrões definidos para seu estilo.  Em janeiro de 2010, a função de Editor RFC foi transferida para uma empresa contratada, a Association Management Solutions, com Glenn Kowack servindo como editor interino da série.  No final de 2011, Heather Flanagan foi contratada como editora permanente da série RFC (RSE). Também naquela época, um Comitê de Supervisão da Série RFC (RSOC) foi criado.
Em 2020, o IAB convocou o programa RFC Editor Future Development program para discutir possíveis mudanças no modelo RFC Editor. Os resultados do programa foram incluídos no RFC Editor Model (Versão 3) conforme definido na RFC 9280, publicada em junho de 2022.  Geralmente, o novo modelo destina-se a esclarecer responsabilidades e processos para definir e implementar políticas relacionadas à série RFC e à função RFC Editor. As mudanças no novo modelo incluíram o estabelecimento da posição do Editor Consultor RFC, do RFC Series Working Group (RSWG) e do RFC Series Approval Board (RSAB). Também estabeleceu um novo fluxo editorial para a série RFC e concluiu o RSOC. A função do RSE foi alterada para o RFC Series Consulting Editor (RSCE). Em setembro de 2022, Alexis Rossi foi nomeado para o cargo.
 

Os pedidos de comentários foram originalmente produzidos em formato de texto não refluído. Em agosto de 2019, o formato foi alterado para que novos documentos possam ser visualizados de forma otimizada em dispositivos com tamanhos de exibição variados.